# Kloster Kykkos

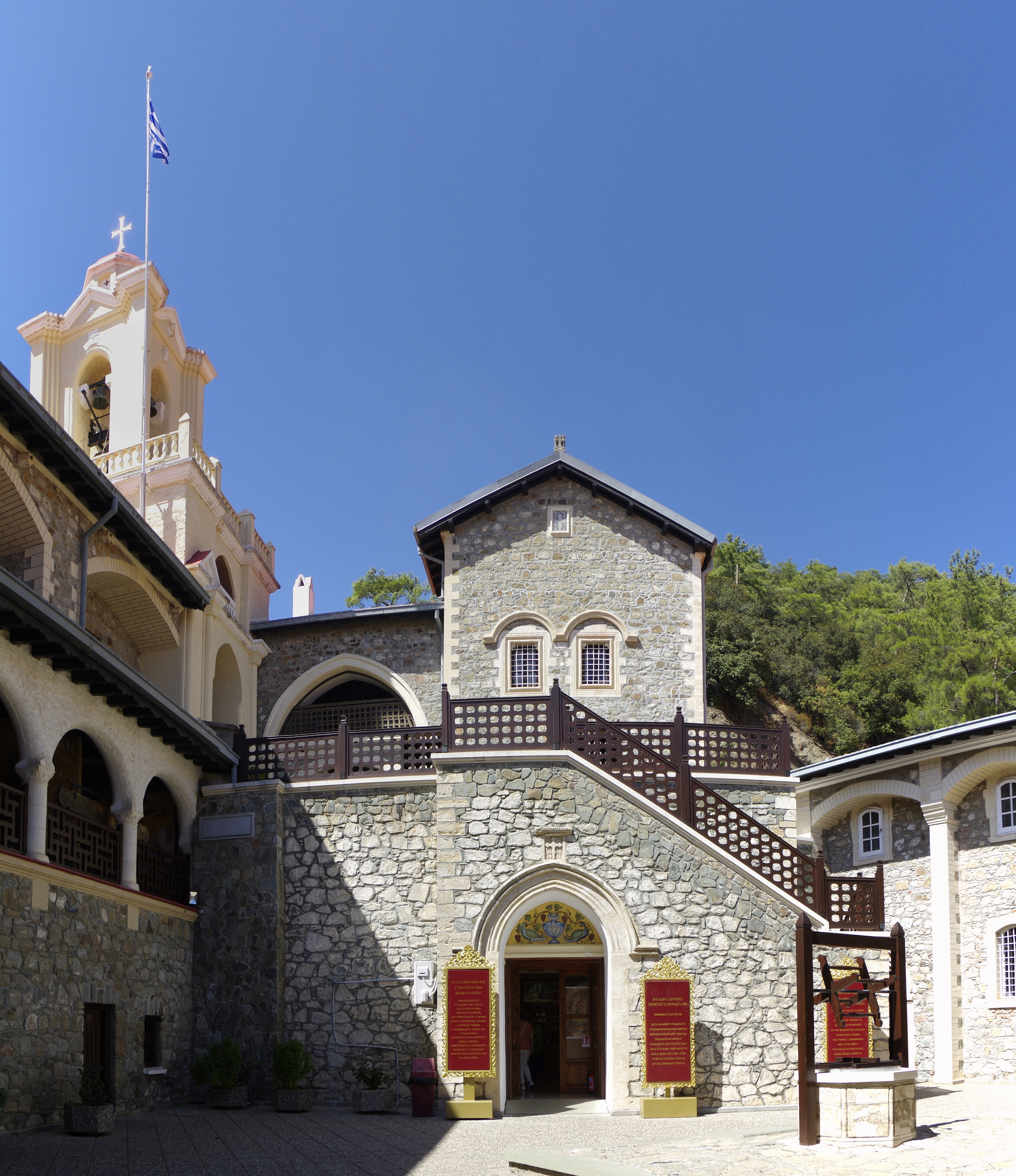
Der kleine Innenhof des Klosters mit Turm

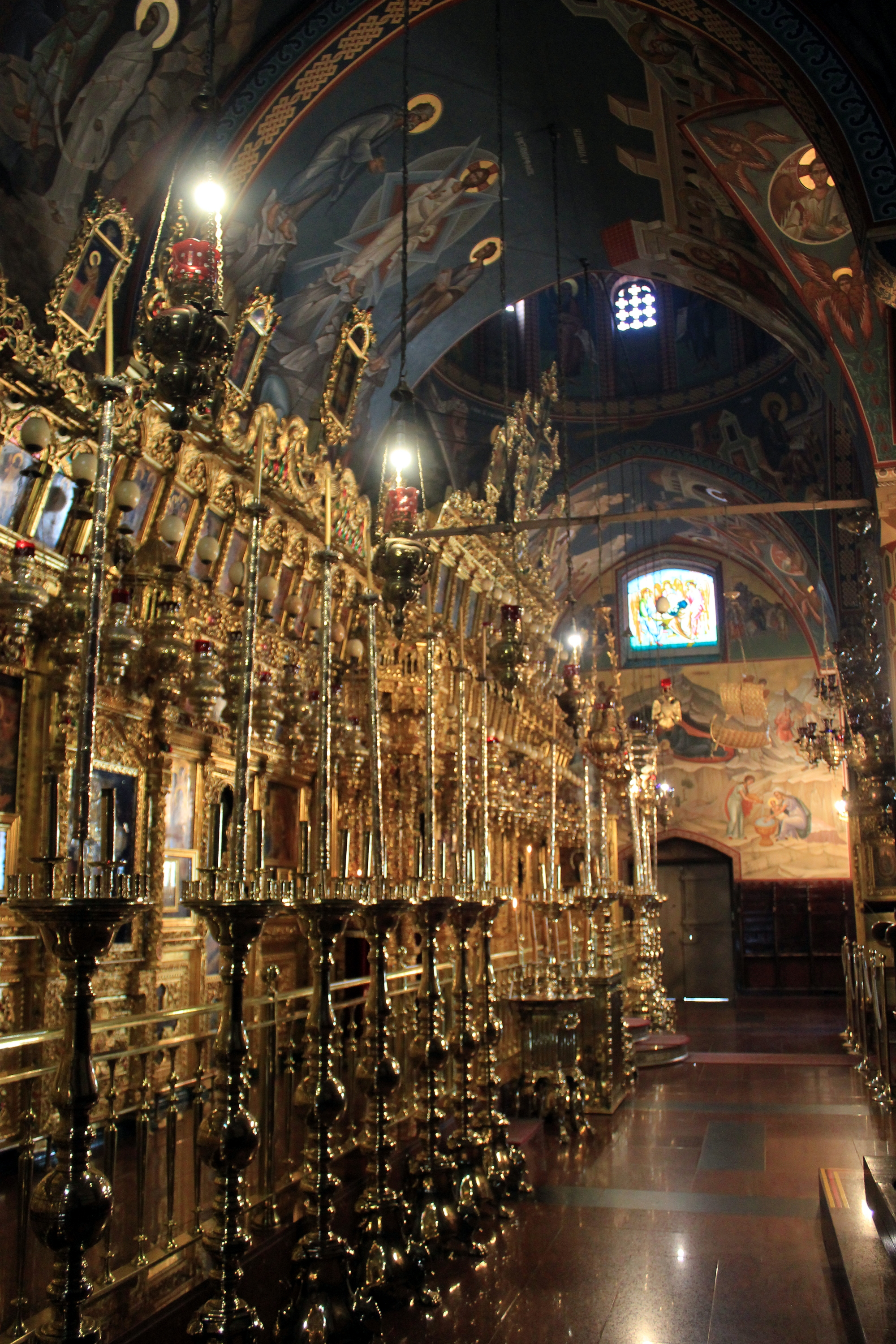
Die Ikonenwand in der Klosterkirche

Das Kloster Kykkos (Kykkou, griechisch Moni Panagias tou Kykkos) liegt zehn Kilometer westlich von Pedoulas in 1140 m Seehöhe im Troodos und gilt wegen seiner wundertätigen Marienikone als mächtigstes Kloster Zyperns. Es ist über eine kurvenreiche Straße erreichbar.

## Gründungslegende
Der Legende nach wurde der Einsiedlermönch Isaias Ende des 11. Jahrhunderts vom Gouverneur Zyperns Manuel Voutoumetes, der bei der Jagd vom Weg abkam, in seiner Einsamkeit gestört. Der Mönch erhielt einen Fußtritt, als er sich weigerte, den Weg zu weisen. Der nach seiner Heimkehr erkrankte Gouverneur bat den Mönch um Verzeihung. Dieser heilte ihn auf Weisung der im Traum erschienenen Gottesmutter, worauf er als Gegenleistung eine vom Evangelisten Lukas gemalte Marienikone des Kaisers von Konstantinopel erhielt.

## Klosteranlage
Da die Anlage immer wieder durch Brände und Erdbeben zerstört wurde, stammt die heutige Anlage aus dem 19. und 20. Jahrhundert. In voller Pracht erstrahlen die in den 1990er Jahren geschaffenen Fresken und Mosaike der Klostergänge. Ein schwarzer Arm soll an den angeblichen Frevel eines Schwarzen erinnern, der sich an der Öllampe vor der Ikone eine Zigarette entzündete, worauf sich sein Arm in Bronze verwandelt haben soll. Ein Seemann spendete aus Dankbarkeit für seine Errettung das Schwert eines Schwertfisches, dieses ist im Kircheninneren zu sehen.

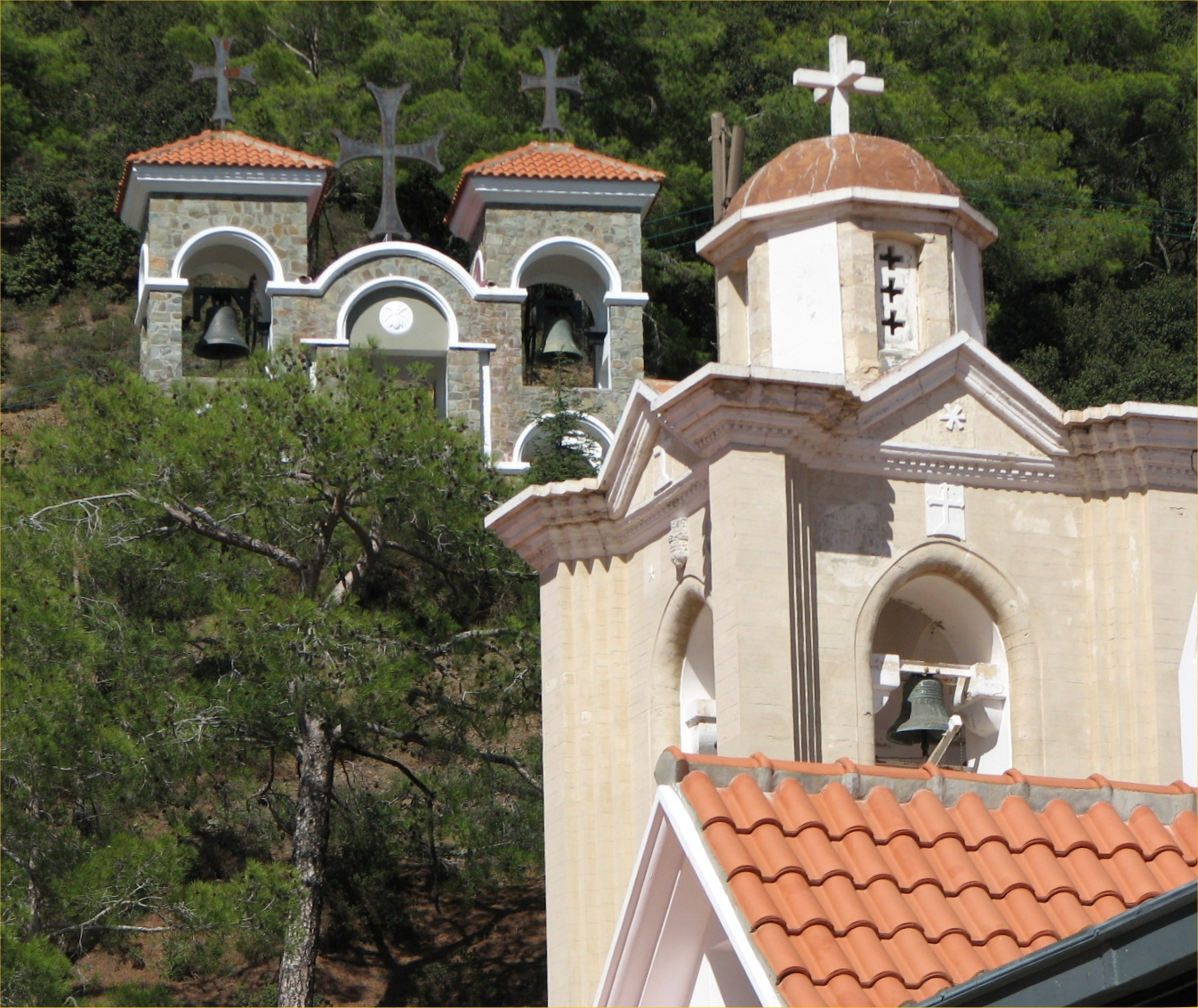
Glockentürme
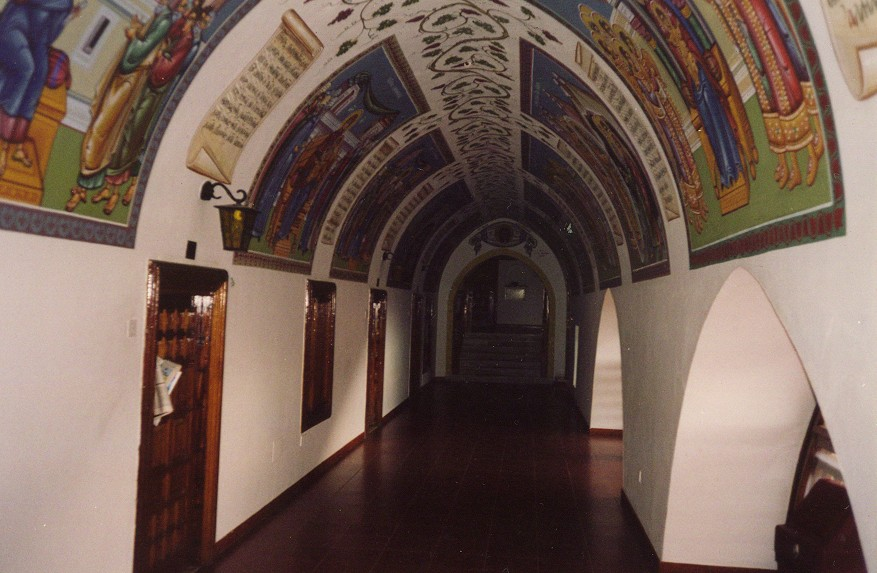
Gang mit Fresken
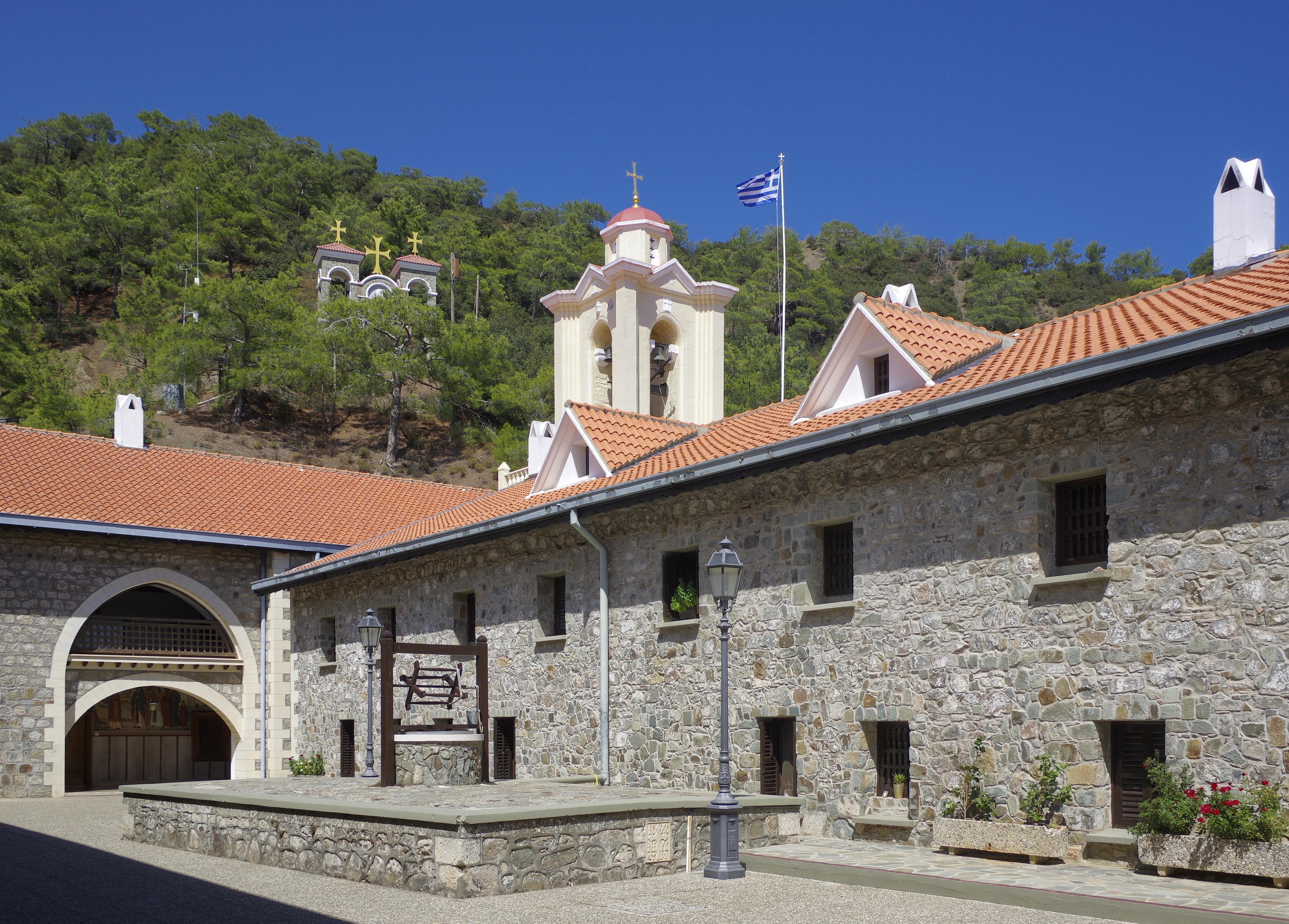
Klosterhof
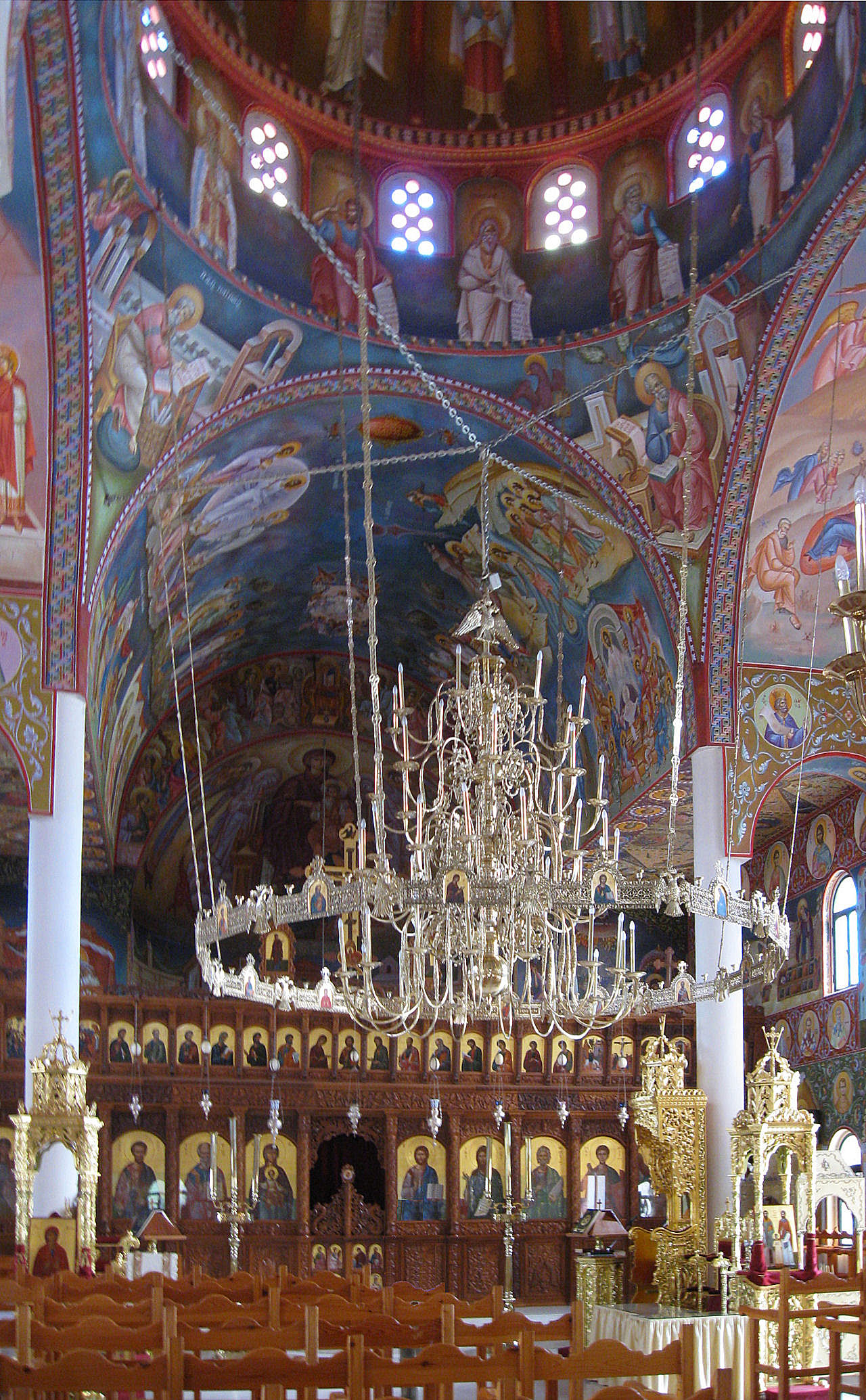
Marienkirche
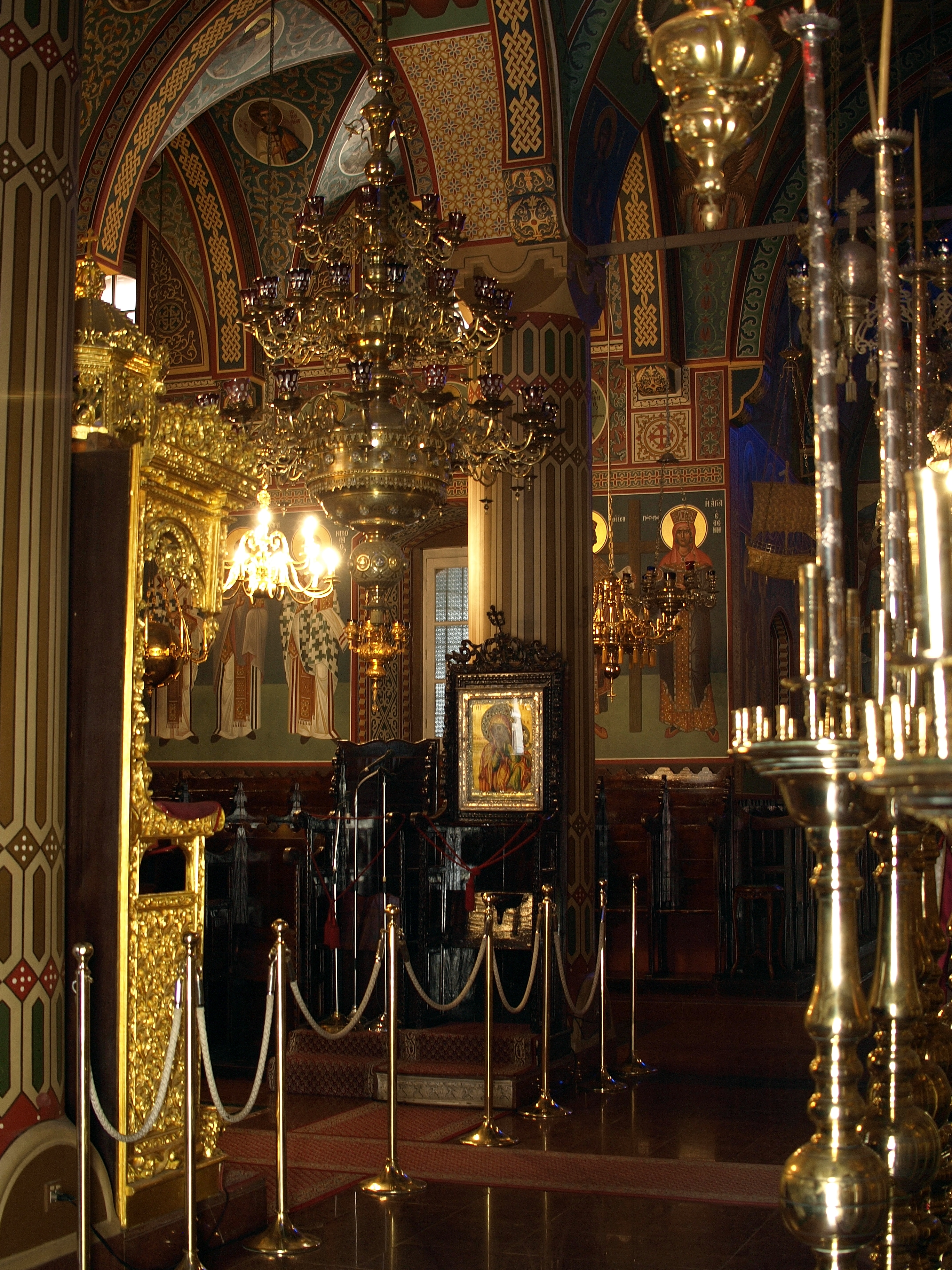
Altar

Heute unterhält das Kloster zahlreiche Landwirtschaftsbetriebe, die von Nikosia aus zentral verwaltet werden und besitzt weiteren großen Grundbesitz. Es fördert Schulen, Krankenhäuser und Museen und besitzt großen politischen Einfluss.

## Marienikone

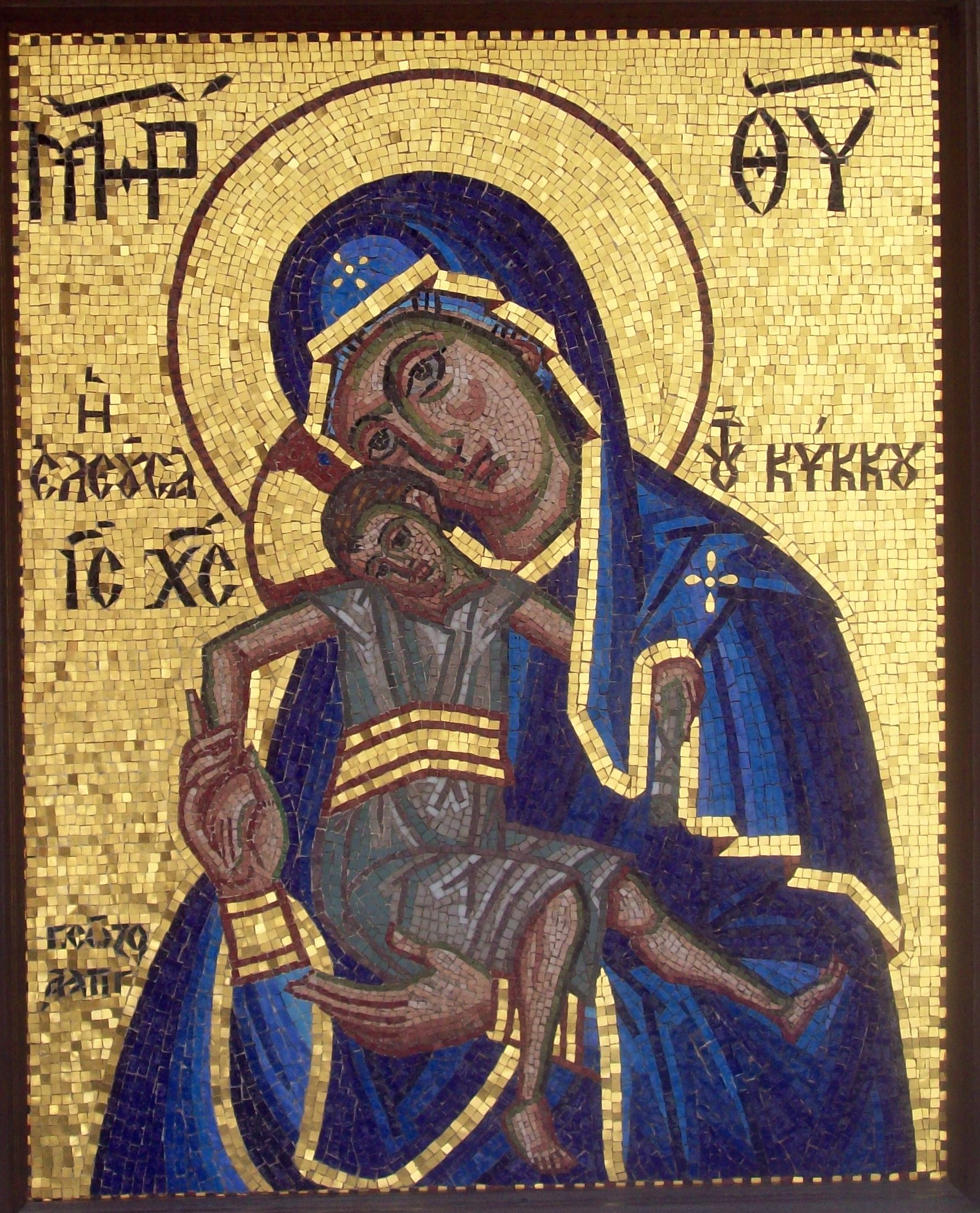
Marienmosaik

Die Ikone der Gottesmutter Maria wurde nach orthodoxer Auffassung vom Evangelisten Lukas zu Lebzeiten der Gottesmutter auf ein Holzbrett gemalt und diente, ob ihrer Authentizität, unzähligen nachfolgenden Bildnissen als Vorbild. Sie ist mit Silber als auch Gold beschlagen und in einem kostbaren Rahmen eingefasst. Die Ikone war ein Geschenk des byzantinischen Kaisers Alexios I. Komnenos zur Klostergründung. Ganzen Landstrichen, die unter Trockenheit zu leiden hatten, soll die Ikone in vielen Jahren lang ersehnten Regen gebracht haben. Zu besichtigen ist das stets verhüllte Marienbild heutzutage nicht.

## Museum
Im Nordwesttrakt des Klosters entstand 1997 ein umfangreiches Museum, das schön gestaltet in seine sakrale Umgebung verweist.
Die Fußböden aus Granit und Marmor kontrastieren mit der verzierten Nussholzdecke.
Wertvolle kirchliche Kleinode, wie frühchristliche Kreuze, Rauchgefäße, Kelche, Reliquiare in Buchform, Monstranzen und Messgewänder werden ausgestellt. Ebenso sind neben Schnitzereien und byzantinische Fresken auch Keramiken und religiöse Schriften zu sehen. Eine vier Meter lange, beidseitig beschriftete Handschrift aus dem 12. Jahrhundert mit der bis heute verwendeten Chysostomos-Liturgie zählt zu den ältesten Handschriften.

## Gäste / Tourismus
Das Kloster achtet streng auf angemessene Bekleidung: lange Hosen für Männer, knielange Röcke für Frauen. Gäste ohne entsprechende Bekleidung erhalten am Eingang einen Habit. Im Kloster finden viele Taufen und Hochzeitsfeiern statt, ein Gästetrakt steht jedoch nur Einheimischen offen. Ein großes Restaurant und Imbissbuden versorgen die zahlreichen Gäste.

## Umgebung von Kykkos

### Makarios-Grab

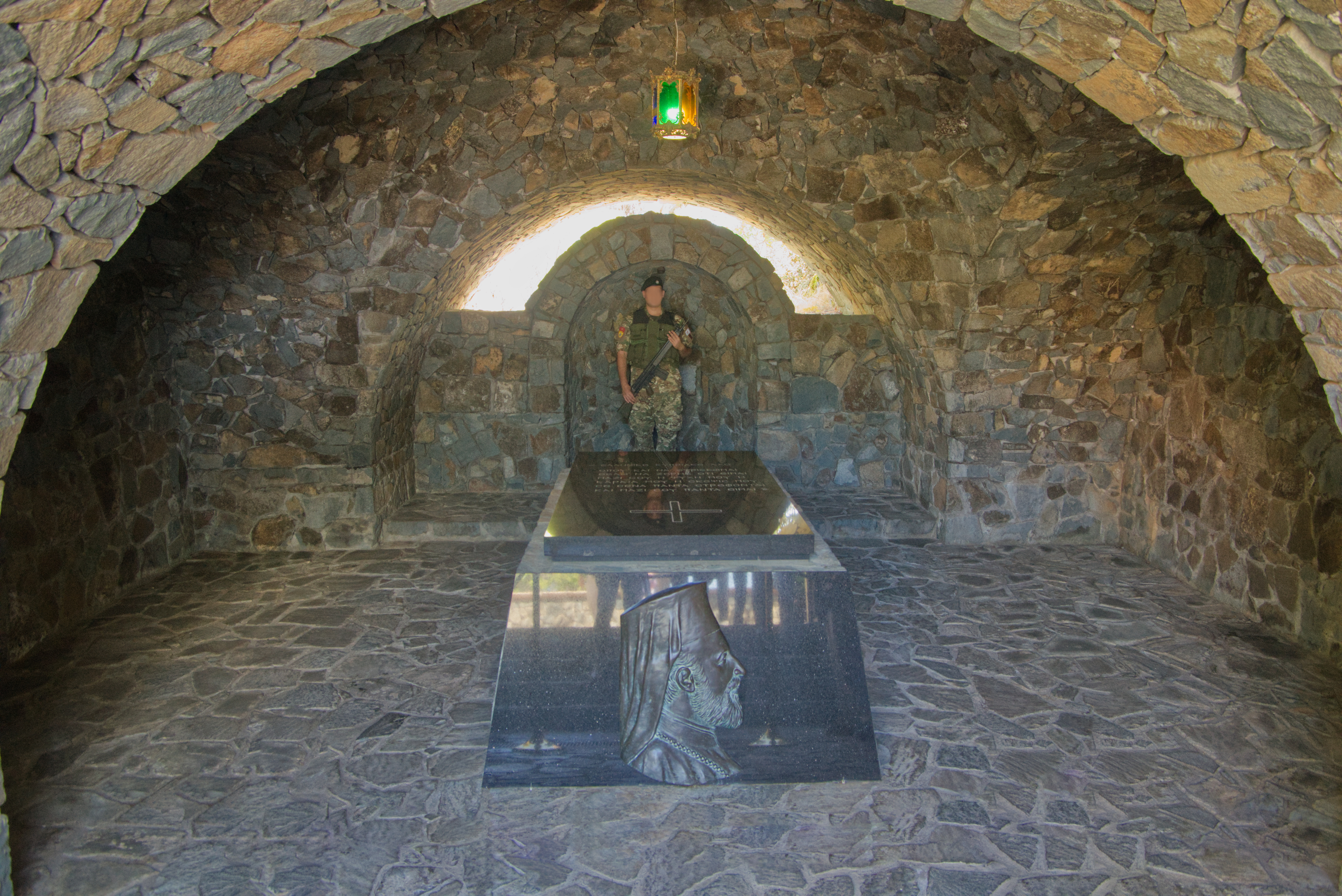
Grab von Makarios III. in der Nähe des Kykkos-Klosters

Auf einer zwei Kilometer entfernten Anhöhe stehen Soldaten als Ehrenwache am Grab von Erzbischof Makarios III., der als Novize mehrere Jahre im Kykkos-Kloster verbrachte. Schon zu Lebzeiten ließ er eine Kapelle errichten, in deren Nähe sich sein Grab befindet. In den 1950er Jahren unterstützte das Kloster beim Freiheitskampf die Untergrundbewegung EOKA.
Das große Makarios-Denkmal wurde im Jahr 2009 von Nikosia zum Kykkos-Kloster gebracht.

### Tal der Zedern

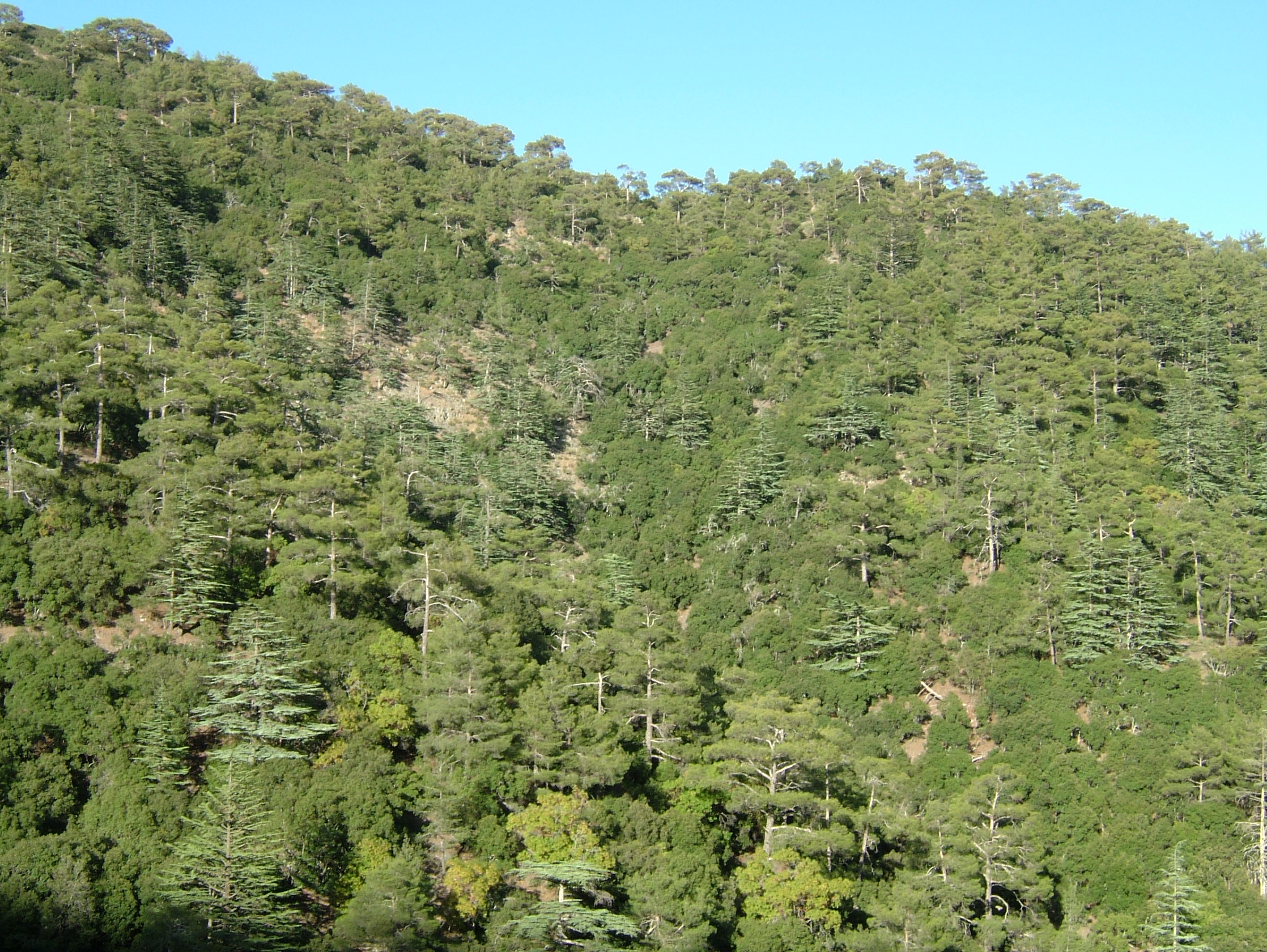
Zedern im Wald von Tripylos

Das Tal der Zedern (griechisch Koilada tou Kedrou) ist ein abgeschiedenes Tal in 1100 m Seehöhe am südlichen Abhang des 1408 Meter hohen Tripylos, ca. 18 Kilometer vom Kykkos-Kloster entfernt. Es ist auf einer unbefestigten kurvigen Straße erreichbar. Die Zeder gilt im Volk als Symbol des Todes; die Abgeschiedenheit und Stille der unberührten Natur hier wirkt eindrucksvoll. Geschätzte 40.000 Zypern-Zedern (Cedrus brevifolia) stehen in diesem Tal. Diese früher als Unterart der geschützten Libanon-Zeder aufgefasste Zedernart wurde einst für den Schiffs- und Hausbau verwendet.

### Stavros tis Psokas
Die einsame vom Kloster etwa 20 Kilometer entfernte Forststation in 800 m Seehöhe ist von vulkanischen Berggipfeln umgeben. Es bietet sich ein Blick zum Pafos-Wald, dem größten zusammenhängenden Kiefernwald Zyperns mit Wildgehege für Mufflons und einigen Rundwanderstrecken.